# 駆動列

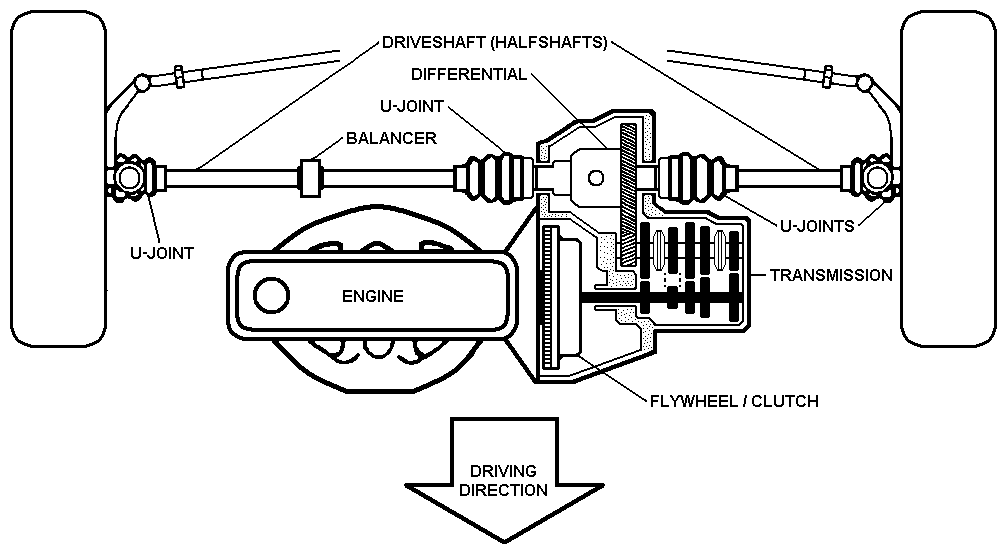
エンジン横置き前輪駆動車のエンジンと駆動列

駆動列（くどうれつ）またはドライブトレイン（英語: drivetrain, drive train, drive-train）は、動力を駆動輪へと伝達する動力車の構成要素の一群である。動力を生成する機関（エンジン）または電動機（モーター）は含まれない。対照的に、「動力列」（パワートレイン、powertrain）は、駆動列に加えて、エンジンとモーターの両方またはいずれか一方を含むと見做されている。また、「駆動系」（ドライブライン、drive-line、駆動伝達系、動力伝達系とも）は、動力列からエンジンまたはモーターと変速機（トランスミッション）を除いた部分である。

## 機能
駆動列の機能は、動力を発生させるエンジンと、この機械的な力を使って車軸を回転させる駆動輪を連結することである。この連結には、これら2つの構成要素（車両の反対側にある場合もある）を物理的に結びつける必要があり、長いプロペラシャフトやドライブシャフトが必要になる。また、エンジンと車輪の動作速度は異なるため、適切なギア比で一致させる必要がある。車速が変化しても、効率的な運転のためには理想的なエンジン速度はほぼ一定でなければならないため、このギアボックス比も手動、自動、または自動連続可変のいずれかで変更する必要がある。

## 構成要素
駆動列の具体的な構成要素は、車両の種類によって違いがある。

### マニュアルトランスミッション車
- フライホイール

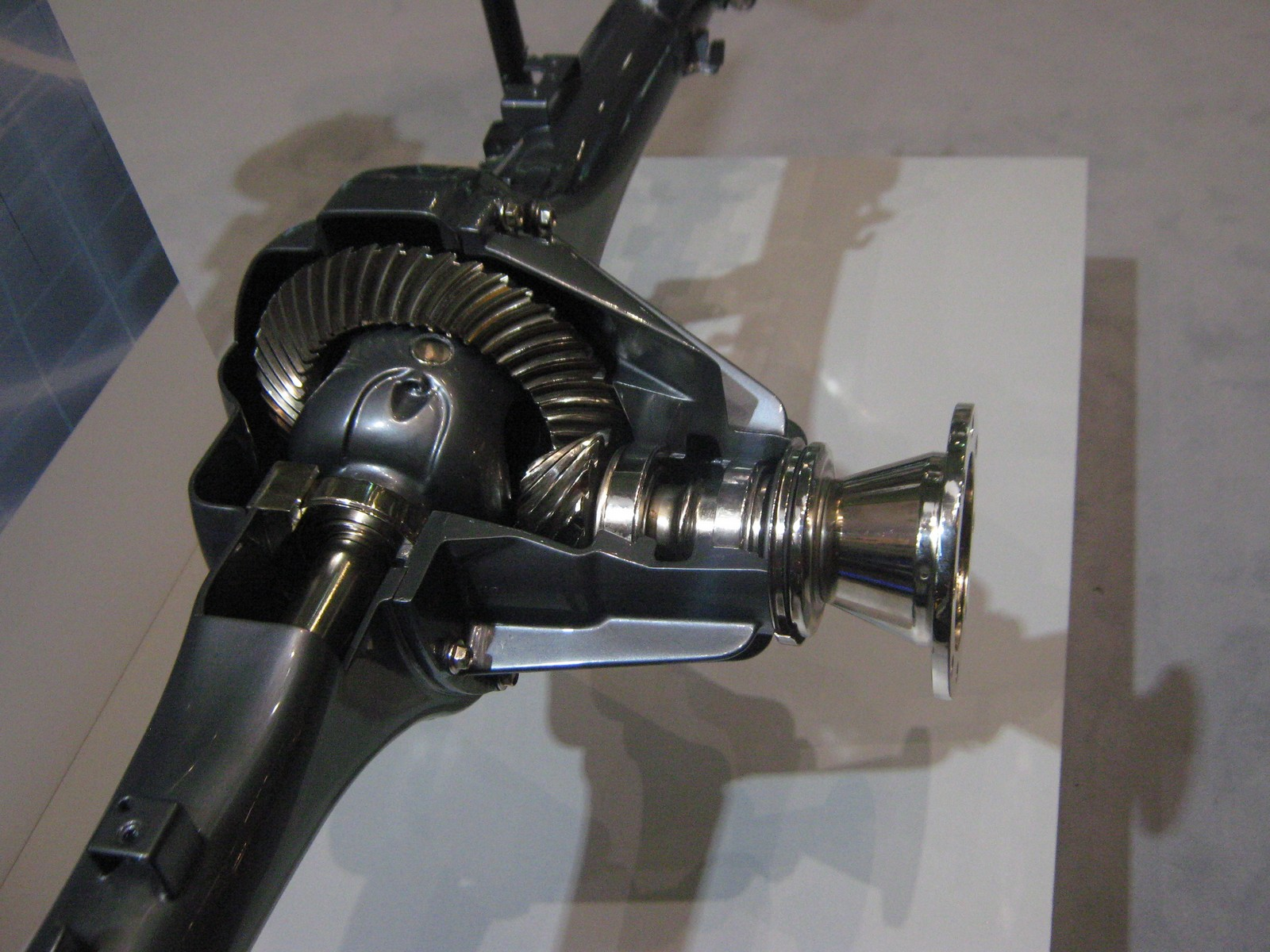
ハイポイドかさ歯車最終駆動装置を持つ後車軸

  -  デュアルマスフライホイール（英語版）（珍しい）
- クラッチ
- ギアボックス
  -  オーバードライブ装置 （英語版）
- プロペラシャフト
- 後車輪軸
  - 最終駆動装置（ファイナルドライブ）
  - 差動装置（デフ）

### オートマチックトランスミッション車
- トルクコンバータ
- 変速機（トランスミッション）
- プロペラシャフト
- 後車輪軸
  - バルブスプール
  - 差動装置（デフ）

### 前輪駆動車
- クラッチ
- トランスアクスル
  - ギアボックス
  - 最終駆動装置
  - 差動装置（デフ）

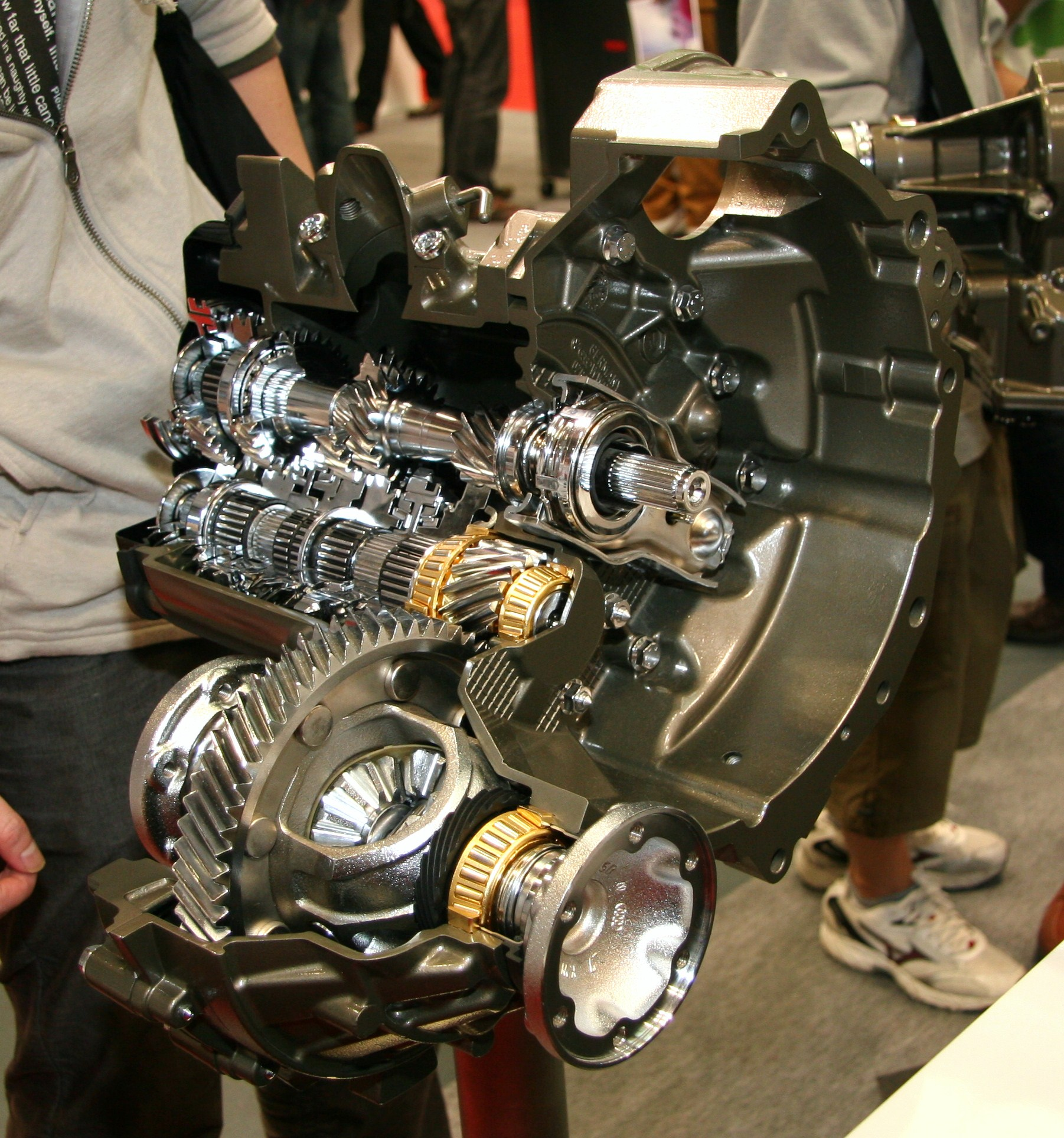
ギアボックスと最終駆動装置が一体化した前輪駆動マニュアルトランスアクスル

  - 個々の車輪にドライブシャフトおよび等速ジョイント

### 後輪駆動オフロード車
- クラッチ
- ギアボックス
- トランスファー

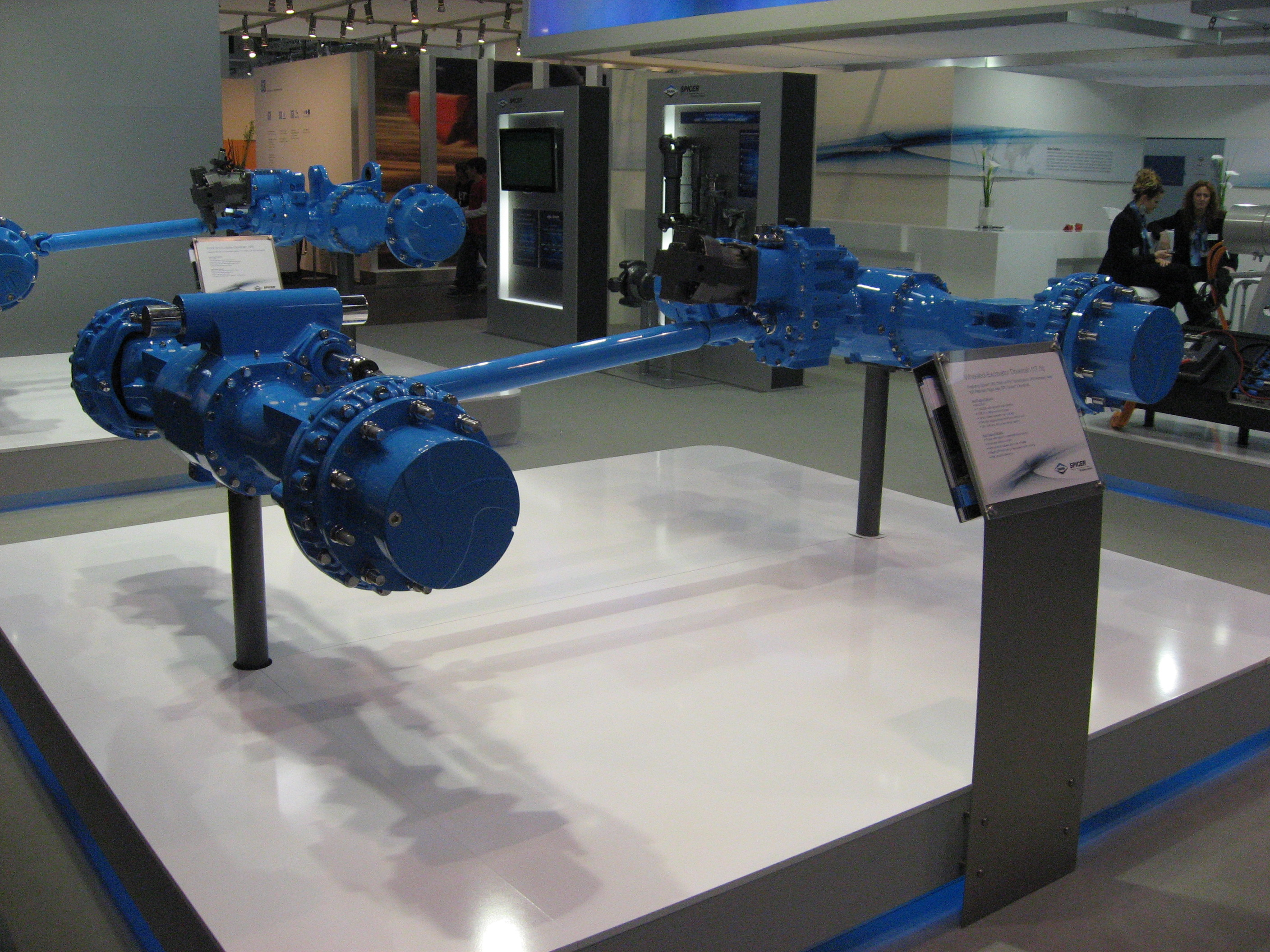
建設車両用の駆動列（常時全輪駆動）

- トランスミッションブレーキ（英語版）
- フロントおよびリアへのプロペラシャフト
- 前車輪軸および後車輪軸
  - 最終駆動装置
  - 差動固定装置（デフロック）
  - ポータルギア

### ローラーチェーンで駆動される自転車やオートバイなど
- ドライブスプロケット - 自転車ではチェーンリングと呼ばれる。
- ローラーチェーン - 自転車やオートバイの文脈では単にチェーンと呼ばれる。
- ドリブンスプロケット - 自転車ではカセットやボスフリー、コグ、フリーギアなどと呼ばれる。

### 最終駆動装置（ファイナルドライブ）

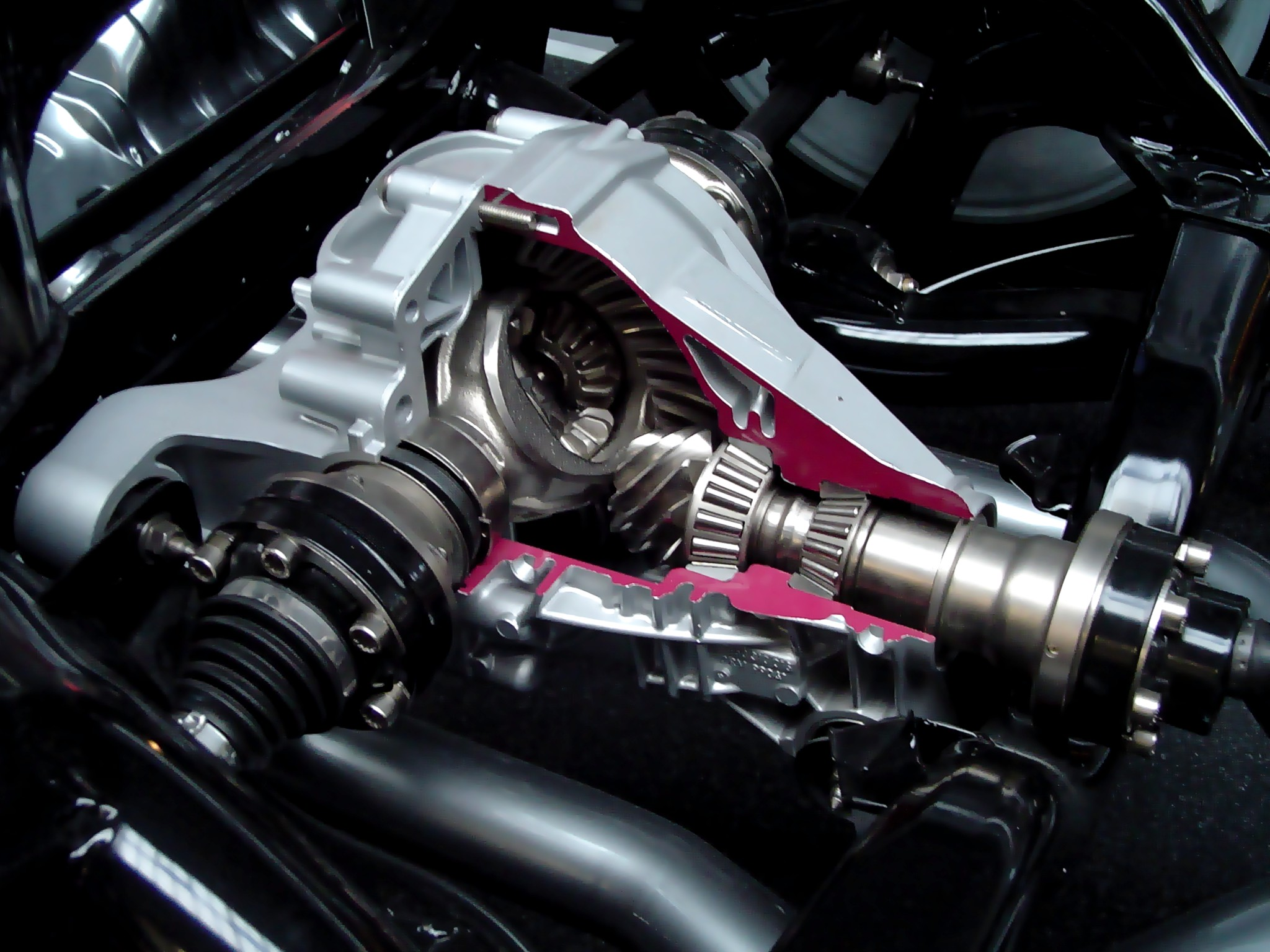
差動装置を含む自動車用最終駆動ユニットのカットモデル

最終駆動装置は、駆動輪にトルクを供給する一連の構成要素のうち、最後の要素である。道路車両では、変速機からの動力を減速させて伝達するファイナルギア（最終減速歯車）と、左右に動力を分配するデファレンシャルギア（差動歯車）という2つの部品で構成されている。
鉄道車両では、逆転装置が組み込まれていることもある。例えば、イギリス国鉄の第1世代ディーゼル多目的ユニットの多くに採用されているセルフ・チェンジング・ギアズ製RF28や、クラス03およびクラス04のディーゼル・シャント機関車に採用されているRF11などが挙げられる。
自動車の動力列は、エンジンや電気モーターなどの推進源と、そのエネルギーを車両の前進に変換する駆動系で構成されている。
モータービークルは、動力列は、エンジンや電気モーターなどの推進源と、そのエネルギーを車両の前進に変換する駆動列系とで構成される。

## 動力列（パワートレイン）

### 定義
動力列は、原動機（内燃機関と1つ以上の駆動用電気モーターの両方またはいずれか一方）と、原動機の動力を車両の動きに変換するすべての構成要素（トランスミッション、ドライブシャフト、差動装置、車軸など）で構成されている。しかし、駆動列は動力源を含まず、トランスミッション、ドライブシャフト、差動装置、車軸で構成されている。
推進装置とも呼ばれる。

### 動力源
ほとんどの乗用車と商用車は内燃機関、電気モーター、あるいはそれら2つの組み合わせのいずれかによって動力を得る。
最も一般的な内燃機関の種類には以下のものがある。
- ガソリンエンジン
- ディーゼルエンジン
- ガソール（E85やE10など）
- 液化石油ガス
- 天然ガス

純粋な電気自動車の多くは、エネルギー貯蔵に蓄電池（バッテリー）を使用しており（ただし、いくつかのプロトタイプでは、代わりに燃料電池を使用している）、二次電池式電気自動車（BEV）と呼ばれている。
内燃機関と電気モーターの両方を搭載した車両を「ハイブリッド車」と呼ぶ。ハイブリッド車に充電ソケットが付いている場合は「プラグインハイブリッド」、充電ソケットが付いておらず（エンジンや回生ブレーキで充電する）電気モーターを主動力源にできる場合は「ストロングハイブリッド」、電気モーターがエンジンを補助する機能を果たす場合は「マイルドハイブリッド」と呼ばれている。